# Куликовский сельский округ (Московская область)
Куликовский сельский округ — упразднённая административно-территориальная единица, существовавшая на территории Дмитровского района Московской области в 1994—2006 годах.
Куликовский сельсовет был образован в первые годы советской власти. По данным 1918 года он входил в состав Рогачёвской волости Дмитровского уезда Московской губернии.
В 1926 году Куликовский с/с включал село Куликово, деревню Клюшниково, трудовую артель Пешношского монастыря и инвалидный дом № 6.
В 1929 году Куликовский с/с был отнесён к Дмитровскому району Московского округа Московской области.
27 февраля 1935 года Куликовский с/с был передан в Коммунистический район.
17 июля 1939 года к Куликовскому с/с был присоединён Говейновский сельсовет (селение Говейново).
4 января 1952 года из Куликовского с/с в Тимофеевский было передано селение Клюшниково. Одновременно из Тимофеевского с/с в Куликовский было передано селение Фофаново.
14 июня 1954 года к Куликовскому с/с были присоединены Насадкинский (селения Алексеево, Глазачево, Надмошье, Насадкино, Паньково и Пехово) и Тимофеевский (селения Банино, Давыдково, Дедюхино, Клюшниково и Тимофеево) с/с. На тот момент в составе Куликовского с/с вошли селения Алексеево, Банино, Глазачево, Говейново, Давыдково, Дедюхино, Клюшниково, Куликово, Надмошье, Насадкино, Паньково, Пехово и Тимофеево.
7 декабря 1957 года Коммунистический район был упразднён и Куликовский с/с был возвращён в Дмитровский район.
20 августа 1960 года Куликовский с/с был упразднён, а его селения переданы в Бунятинский с/с, который при этом был переименован в Синьковский с/с.
20 апреля 1961 года Куликовский с/с был восстановлен путём выделения из Синьковского с/с. В его состав вошли селения Алексеево, Банино,  Глазачево, Говейново, Давыдково, Дедюхино, Клюшниково, Куликово, Луговой, Надмошье, Насадкино, Паньково, Тимофеево, Фофаново и дом инвалидов № 3.
1 февраля 1963 года Дмитровский район был упразднён и Куликовский с/с вошёл в Дмитровский сельский район. 11 января 1965 года Куликовский с/с был передан в восстановленный Дмитровский район.
22 августа 1979 года селение Насадкино было передано из Куликовского с/с в новый Зареченский с/с.
22 октября 1979 года из Куликовского с/с в Зареченский были переданы селения Алексеево, Глазачево, Надмошье и Паньково.
30 октября 1986 года в Куликовском с/с было упразднено селение Дедюхино.
3 февраля 1994 года Куликовский с/с был преобразован в Куликовский сельский округ.
В ходе муниципальной реформы 2004—2005 годов Куликовский сельский округ прекратил своё существование как муниципальная единица. При этом все его населённые пункты были переданы в сельское поселение Куликовское.
29 ноября 2006 года Куликовский сельский округ исключён из учётных данных административно-территориальных и территориальных единиц Московской области.